# Technomyrmex hypoclinoides
Technomyrmex hypoclinoides är en myrart som beskrevs av Santschi 1919. Technomyrmex hypoclinoides ingår i släktet Technomyrmex och familjen myror. Inga underarter finns listade i Catalogue of Life.